# Les Églisottes-et-Chalaures
 Les Églisottes-et-Chalaures  là một xã thuộc tỉnh Gironde trong vùng Nouvelle-Aquitaine tây nam nước Pháp.